# ۱۰ روباه
۱۰ روباه یک ستاره است که در صورت فلکی روباهک قرار دارد.